# Tremors (Silverwood Theme Park)
Tremors in Silverwood Theme Park (Athol, Idaho, USA) ist eine Holzachterbahn mit Twister-Layout des Herstellers Custom Coasters International, die am 15. Mai 1999 eröffnet wurde.
Die 962,6 m lange Strecke führt durch vier Untergrund-Tunnel, wovon der erste durch den Souvenir-Shop der Bahn führt. Um das Geschwindigkeitsgefühl in diesen Tunneln zu erhöhen, befinden sich an den Wagen Lampen. Die Strecke erreicht eine Höhe von 25,9 m und besitzt einen 30,2 m hohen First Drop, auf dem die Züge eine Höchstgeschwindigkeit von 80,5 km/h erreichen. Hierbei entwickeln sich 2,5 g.

## Zug
Tremors besitzt einen einzelnen Zug mit sechs Wagen. In jedem Wagen können vier Personen (zwei Reihen à zwei Personen) Platz nehmen.